# Empis chopardi
Empis chopardi är en tvåvingeart som beskrevs av Christophe Daugeron 1997. Empis chopardi ingår i släktet Empis och familjen dansflugor. Inga underarter finns listade i Catalogue of Life.